# Liebenau (Kamenz)
Liebenau (obersorbisch Lubnjow) ist ein Ortsteil der Stadt Kamenz im sächsischen Landkreis Bautzen. Der Ort liegt nordwestlich der Kernstadt Kamenz an der S 93 und am Schwosdorfer Wasser. Südlich verläuft die S 100.

## Geschichte
Auf dem bei Kamenz gelegenen Carlowitzischen Gute Liebenau war Lessings Großvater einige Zeit Gerichtshalter gewesen. (aus „Lessing und seine Zeit“ von Waldemar Oehlke S. 53)
Am 1. Januar 2019 wurde Liebenau nach Kamenz eingemeindet. Vor der Eingemeindung nach Kamenz gehörte es zur Gemeinde Schönteichen.

## Kulturdenkmale
In der Liste der Kulturdenkmale in Liebenau (Kamenz) sind für Liebenau drei Kulturdenkmale aufgeführt: ein Mord- und Sühnekreuz, Gebäude eines ehemaligen Mühlengehöfts sowie Seitengebäude des ehemaligen Rittergutes.